# The Medallion
The Medallion (kinesisk: 飛龍再生) er en action - komedie film fra 2003, filmen instrueret af Hong kong filmskaber Gordon Chan, og med Jackie Chan, Lee Evans, Claire Forlani og Julian Sands i hovedrollerne.

## Medvirkende
- Jackie Chan som Inspector Eddie Yang
- Lee Evans som Interpol Inspector Arthur Watson
- Claire Forlani som Inspector Nicole James
- Alex Bao som Jai
- Julian Sands som Snakehead
- Johann Myers som Giscard
- John Rhys-Davies som Commander Hammerstock-Smythe
- Anthony Wong Chau Sang som Lester Wong (Snakehead assistent) (som Anthony Wong)
- Christy Chung som Charlotte Watson
- Billy Hill som Miles Watson
- Nicholas Tse som tjener på restaurant (cameo)

### Snakehead håndlangere
- Scott Adkins
- Bruce Khan
- Han Guan Hua
- Paul Andreovski
- Nicola Berwick
- Reuben Langdon (som Reuben Christopher Langdon)
- Hiro Hayama (som Hiroyoshi Komuro)
- Mark Strange (som Michael Strange)
- Matt Routledge (som Matthew James Routledge)
- Chris Torres (ukrediteret)
- Brad Allan (ukrediteret)
- Jude Poyer (ukrediteret)